# Peter Bichsel
Peter Bichsel (Lucerna, 24 marzo 1935 – Zuchwil, 15 marzo 2025) è stato uno scrittore svizzero di lingua tedesca, conosciuto soprattutto per i suoi racconti brevi e le sue rubriche sulla carta stampata e alla radio.

## Biografia
Figlio di un artigiano, Peter Bichsel cresce dapprima a Lucerna e poi, dal 1941, a Olten. Frequenta la scuola magistrale a Soletta e nel 1956 sposa l'attrice Therese Spörri, con cui ha avuto due figli. Fino al 1968 (e un'ultima volta nel 1973) ha lavorato come maestro di scuola elementare. Dal 1974 al 1981 è consulente personale del consigliere federale Willi Ritschard, che era suo amico. Nella cerchia dei suoi amici rientrava anche lo scrittore Max Frisch, deceduto nel 1991. Successivamente ha vissuto, sino alla morte, a Bellach, presso Soletta.

### Attività letterarie
Dopo la pubblicazione di brevi testi letterari, soprattutto poesie, in riviste e giornali, esce nel 1960 la sua prima opera in prosa, in un'edizione privata. Nell'inverno a cavallo tra il 1963 e il 1964 partecipa a un corso di scrittura in prosa a Berlino, tenuto dallo scrittore e critico letterario Walter Höllerer. Documentano questa esperienza le testimonianze raccolte nel volume Prosaschreiben e il romanzo Das Gästehaus, scritto a più mani dai partecipanti del corso (tra cui Hubert Fichte e Klaus Stiller); Bichsel vi contribuisce con il primo capitolo.
Nel 1964 diventa di colpo famoso grazie ai racconti brevi della raccolta In fondo alla signora Blum sarebbe piaciuto conoscere il lattaio. Il Gruppo 47, il più importante circolo letterario tedesco di quegli anni, lo accoglie entusiasta tra le sue file e nel 1965 gli consegna il Premio per la Letteratura.
Nel 1968 inizia a tenere una rubrica dapprima sul settimanale Weltwoche, attualmente sulla rivista Schweizer Illustrierte. Queste rubriche costituiscono da allora in poi la sua attività principale. Nel 2014 è comparsa su Schweizer Illustrierte l'ultima puntata della sua rubrica Notabene. 
Nel 1970 si dimette per protesta, assieme ad altri 20 autori, dall'Associazione Svizzera degli scrittori e partecipa alla fondazione del Gruppo Olten, un movimento letterario di orientamento pacifista e sociale.
Peter Bichsel è membro dell'Accademia di belle Arti di Berlino e socio corrispondente dell'Accademia tedesca di lingua e poesia di Darmstadt.
Un fondo con le sue carte si trova presso l'Archivio Svizzero di Letteratura (ASL) a Berna.

## Onorificenze
- 1964 e 1999: Premio per opere singole della Fondazione Schiller Svizzera
- 1965: Premio del Gruppo 47
- 1965: Premio d'incoraggiamento nell'ambito del “Premio Lessing” di Amburgo
- 1966: Premio d'incoraggiamento della città di Olten
- 1970: Premio tedesco per la letteratura per ragazzi con Kindergeschichten
- 1978: Premio artistico del Canton Soletta
- 1978: Premio letterario del Canton Berna
- 1981-1982: Premio letterario Stadtschreiber von Bergen
- 1986: Premio Johann Peter Hebel della regione Baden-Württemberg
- 1987: Premio all'opera omnia dalla Fondazione Schiller Svizzera
- 1996: Premio letterario Mainzner Stadtschreiber
- 1999: Premio Gottfried Keller
- 2000: Premio letterario Kassel per l'umore grottesco
- 2004: Titolo di Dottore Honoris Causa dall'Università di Basilea
- 2005: Contributo dalla Fondazione Pro Helvetia
- 2012: Gran Premio Schiller della Fondazione Schiller svizzera

## Opere

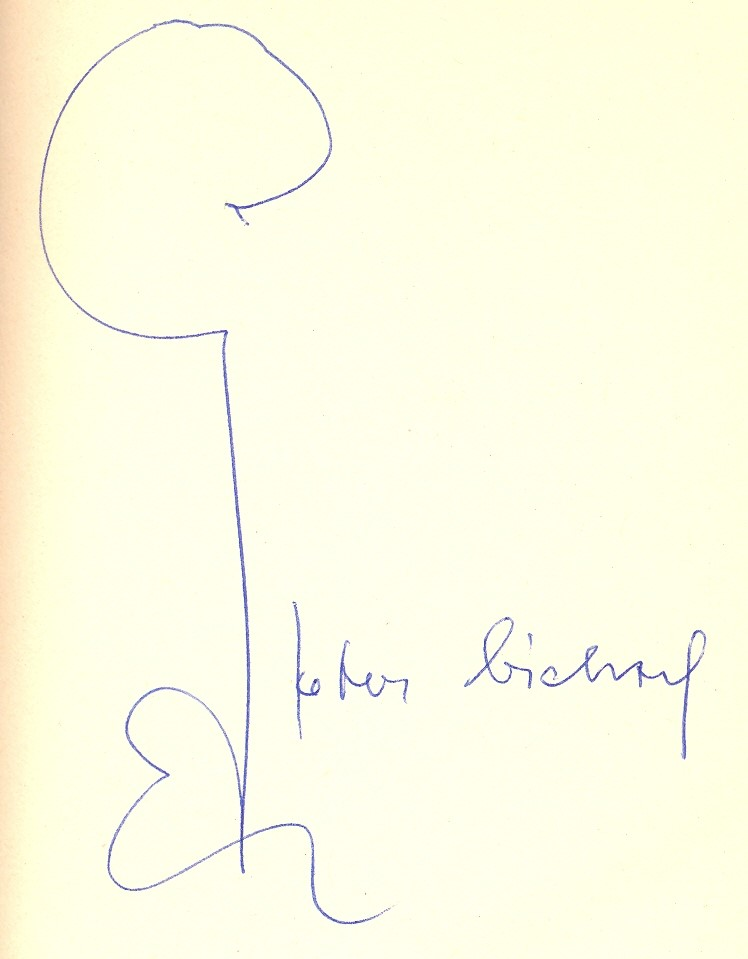
autogramma

### Opere tradotte
- La Svizzera dello svizzero, traduzione di Enrico Filippini, Casagrande, Bellinzona 1977. Titolo originale: Des Schweizers Schweiz, 1969.
- Il lattaio e altri racconti, prefazione di Giorgio Zampa e traduzione a.c. di Bianca Cetti Marinoni, A. Mondadori, Milano 1967. Titolo originale: Eigentlich möchte Frau Blum den Milchmann kennenlernen, 1964.
- Le stagioni, traduzione a.c. di Margareth Lust., Gottardo, Giubiasco 1981. Titolo originale: Die Jahreszeiten, 1967-
- In fondo alla signora Blum piacerebbe conoscere il lattaio, traduzione a cura di Chiara Allegra, Marcos y Marcos, Milano 1988. Titolo originale: Eigentlich möchte Frau Blum den Milchmann kennenlernen, 1964.
- Il virus della ricchezza, traduzione a.c. di Chiara Allegra. Marcos y Marcos, Milano 1991. Titolo originale: Des Schweizers Schweiz, 1969.
- Il lettore, il narrare, traduzione a.c. di Giorgio Messori, Ælia Lælia, Reggio Emilia, 1985. Titolo originale: Der Leser, das Erzählen. Frankfurter Poetik-Vorlesungen, 1982.
- Al mondo ci sono più zie che lettori, traduzione a.c. di Chiara Allegra, Marcos y Marcos, Milano 1989. Titolo originale: Schulmeistereien, 1985.
- Le piacerebbe essere stato Mozart?, traduzione a.c. di Chiara Allegra, Milano Marcos y Marcos 1993. Titoli originali: Geschichten zur falschen Zeit, 1979; Irgendwo, anderswo, 1989; Schulmeistereien, 1985; Möchten Sie Mozart gewesen sein? Meditation zu Mozarts Credo-Messe KV 257 / Predigt für die andern. Eine Rede für Fernsehprediger, 1990.
- Sulla città di Parigi, traduzione a.c. di Marco. Zapparoli, Marcos y Marcos, Milano 1994 Titolo originale: Zur Stadt Paris, 1993.
- Questo mondo di plastica, traduzione a.c. di Donatella Minuto, Marcos y Marcos, Milano 2000. Titolo originale: Gegen unseren Briefträger konnte man nichts machen, 1995; Alles von mir gelernt, 2000.
- La doppia vita di Cherubin Hammer, traduzione a.c. di Ilaria Molineri, Marcos y Marcos, Milano 2001. Titolo originale: Cherubin Hammer und Cherubin Hammer, 1999.
- Storie per bambini, traduzione a.c. di Chiara Allegra, Giorgio Messori e Rolando Schramm, Marcos y Marcos, Milano 2002. Titolo originale: Kindergeschichten, 1969.

### Trasmissioni radiofoniche e radiodrammi
- 1971: Inhaltsangabe der Langweile, radiodramma per la Radio Svizzera DRS.
- 1983-1997: diversi contributi per la trasmissione Zytlupe sulla Radio Svizzera DRS.

### Incisioni discografiche
- Kindergeschichten, letto da P. Bichsel. Deutsche Grammophon, Amburgo 1979.

### Film
- 1971: Unser Lehrer, con Alexander J. Seiler.
- 1996: Elektronisches Tagebuch, film per la televisione ZDF.